# 毛果委陵菜
毛果委陵菜（学名：Potentilla eriocarpa）是蔷薇科委陵菜属的植物。分布于锡金、印度、尼泊尔以及中国大陆的陕西、云南、四川、西藏等地，生长于海拔2,700米至5,000米的地区，常生长在岩石缝、生高山草地以及疏林中，目前尚未由人工引种栽培。

## 异名
- Potentilla eriocarpa Wall. ex Lehm. var. tsarongensis W. E. Evans